# Marie-Victoire Jaquotot
Marie-Victoire Jaquotot (15 de janeiro de 1772 – 27 de abril de 1855) foi uma pintora francesa do século XIX. Ela pintou o requintado Serviço de Chá de Mulheres Famosas na manufatura de Sèvres entre 1811 e 1812. Originalmente projetado para Josefina Bonaparte, Imperatriz da França de Napoleão, Jaquotot apresentou dezesseis mulheres proeminentes da história, incluindo governantes como Catarina, a Grande, da Rússia e Maria Teresa da Áustria, bem como luminares culturais como Joana d'Arc e Madame de Sévigné. Em 1816, com a Restauração da Monarquia Bourbon, Jaquotot ganhou o título de “Primeira Pintora de Porcelana do Rei”, destacando-se entre as muitas mulheres artistas que ganharam comissões, vendas, títulos e outras formas de reconhecimento da nova administração.